# Hulver Street
Hulver Street of Hulver is een gehucht in het Engelse graafschap Suffolk, ongeveer 7 km ten zuidoosten van Beccles. Het maakt deel uit van de civil parish Henstead with Hulver Street. In 1870-72 werd het beschreven als een klein gehucht, met 293 inwoners en een kapel voor volgelingen van John Wesley.